# Eilif Peterssen
Hjalmar Eilif Emmanuel Peterssen (Christiania, 4 september 1852 - Lysaker, 29 december 1928) was een Noors kunstschilder.

## Leven
Peterssen bezocht de schilderschool van Johan Frederick Eckersberg in Christiania (Oslo) en daarna studeerde hij bij Knud Bergslien. In 1871 studeerde hij aan de Koninklijke Deense Kunstacademie, daarna vertrok hij naar Karlsruhe en studeerde onder Wilhelm Riefstahl (1871-1873). Samen met Hans Heyerdahl studeerde hij enige tijd in München onder Wilhelm von Diez. Hij reisde heel Europa door om kennis over de Europese schilderkunst op te doen. Hij verbleef regelmatig in Skagen, bij de kunstenaarskolonie van de Skagenschilders.
Peteressen maakte zijn expositie debuut bij de Høstutstillingen van 1882. Zijn eerste solo-expositie had hij in Blomqvist in Oslo in 1902. 

## Wapen van Noorwegen

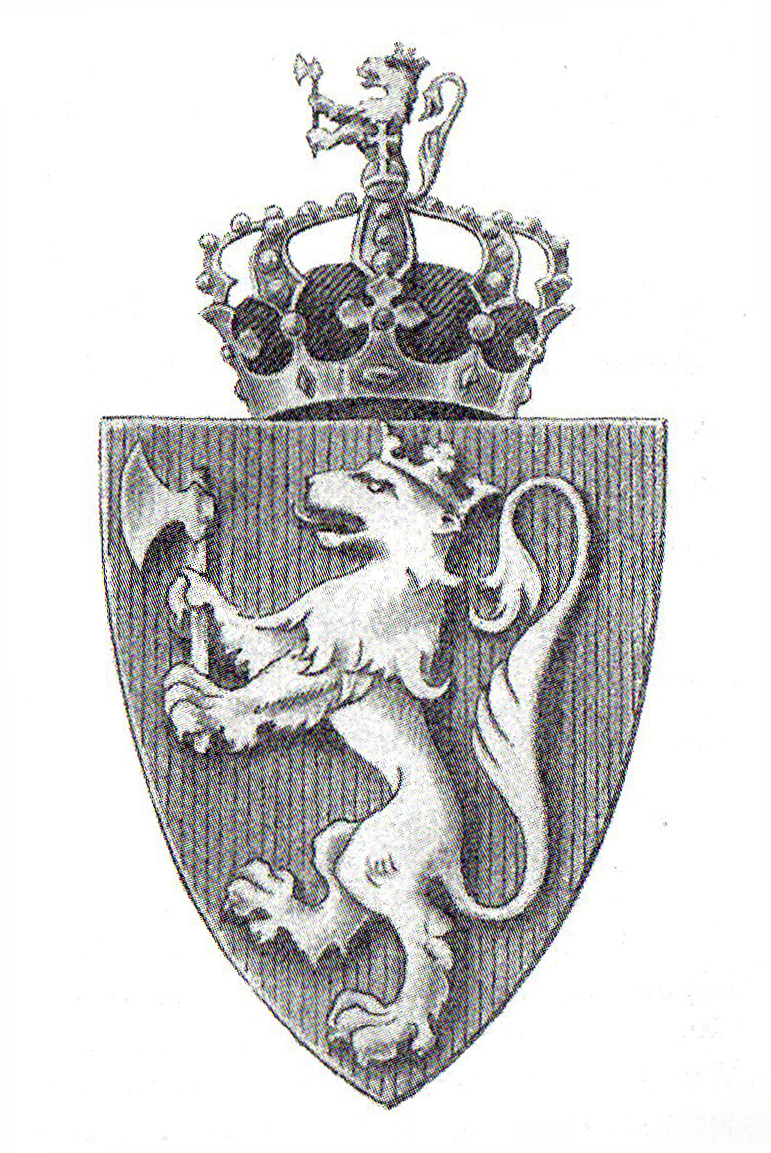
Het Wapen van Noorwegen (1905)

Peterssen is ook bekend door zijn ontwerp in 1905 van het Wapen van Noorwegen. Dit ontwerp werd officieel gebruikt door de overheid en het Koningshuis tot ongeveer 1937. De versie van het wapen was in die tijd ook erg populair in de pers en als decoratie op voorwerpen en souvenirs. 

## Galerij

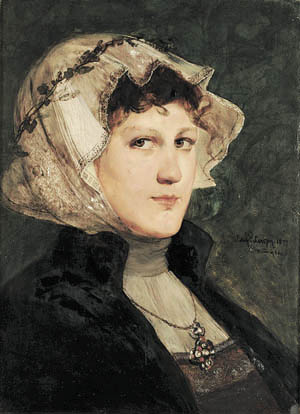
Kvinne (1877)
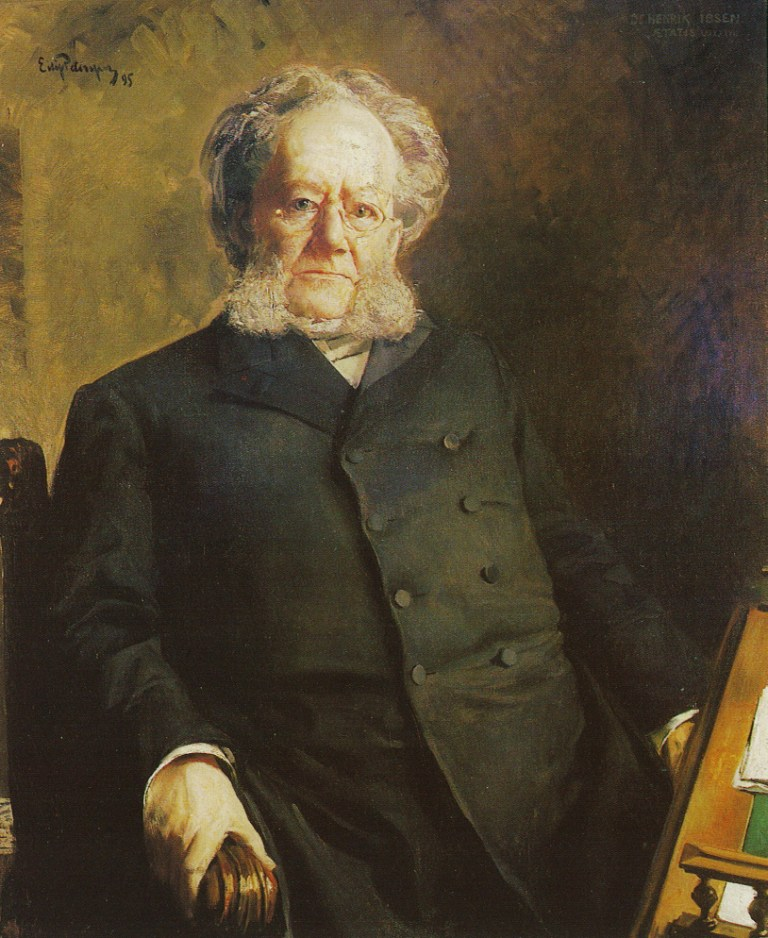
Henrik Ibsen (1895)
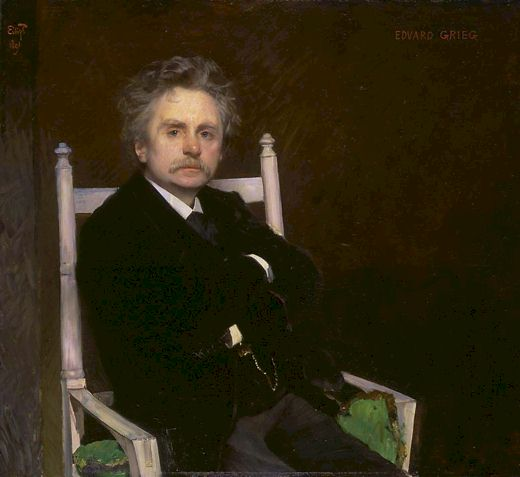
Edvard Grieg (1891)
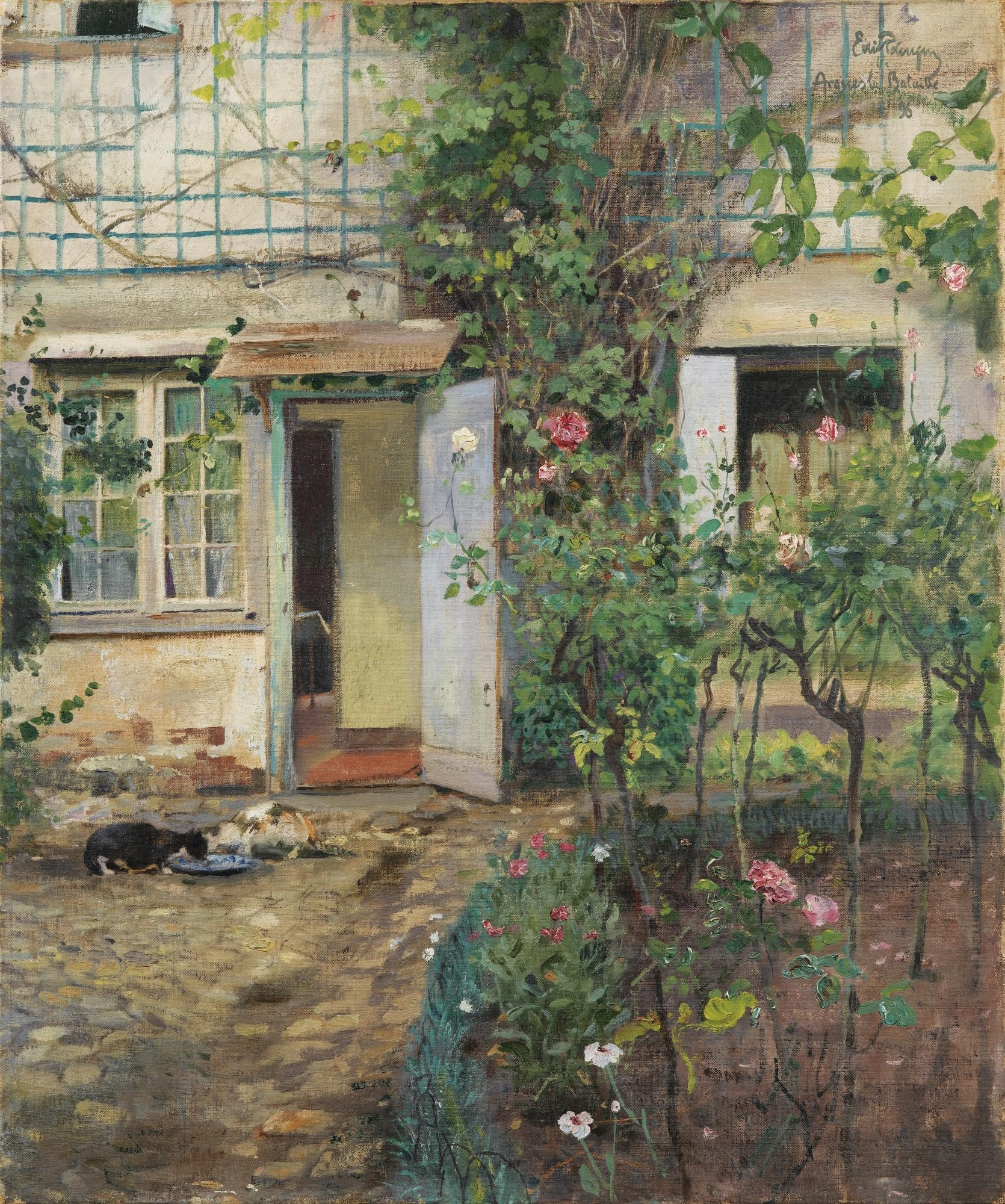
Gammelt hus i Normandi
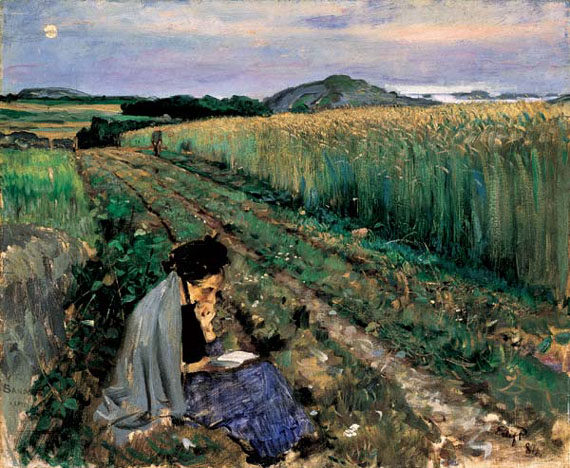
Notte destate nellisola di Sando
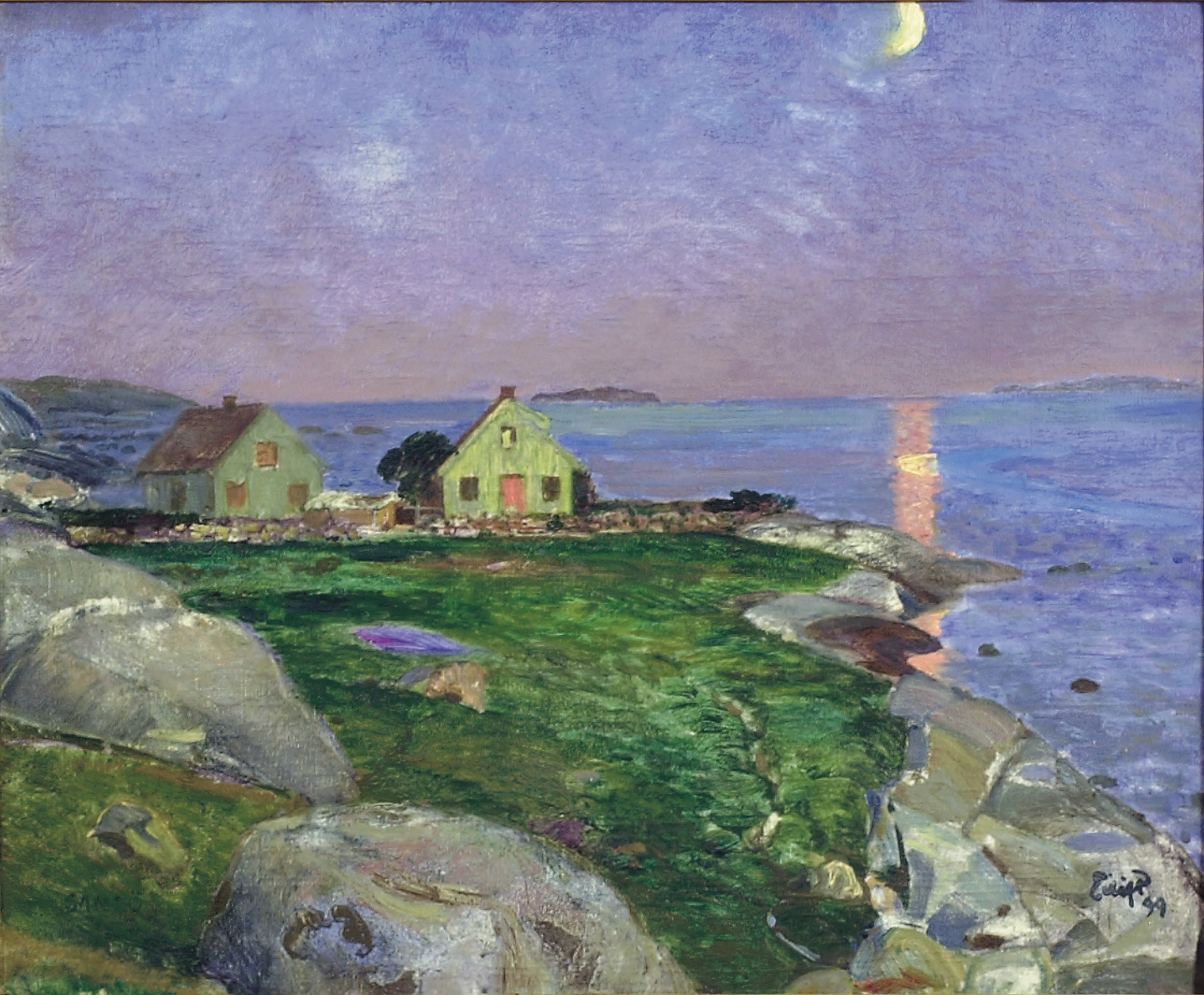
Sandø (1899)
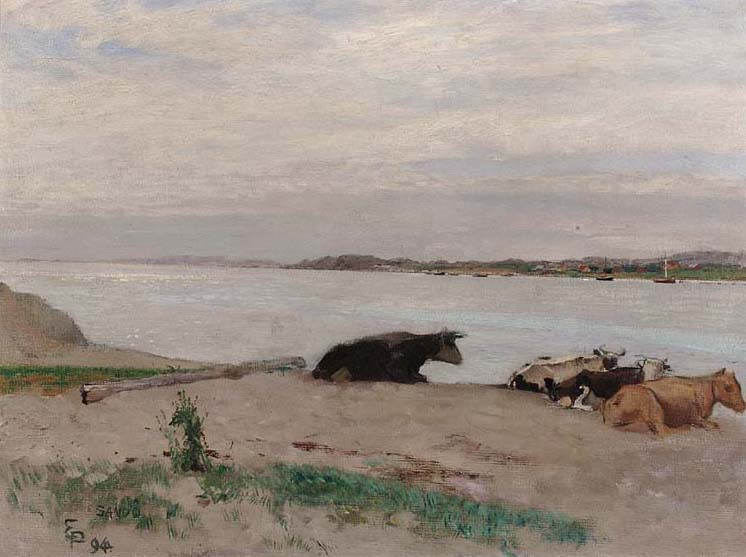
Sandø (1894)
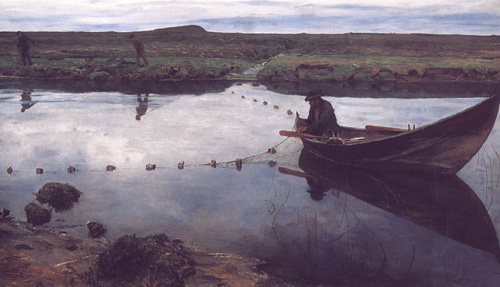
Laksefiskeren (1889)